# 白斑刺鰍
白斑刺鰍為輻鰭魚綱合鰓目刺鰍亞目刺鰍科的其中一種，分布於非洲坦干伊喀湖流域，體長可達22公分，棲息在沿岸岩石水域，屬肉食性，可做為觀賞魚。